# August Roman Kręcki

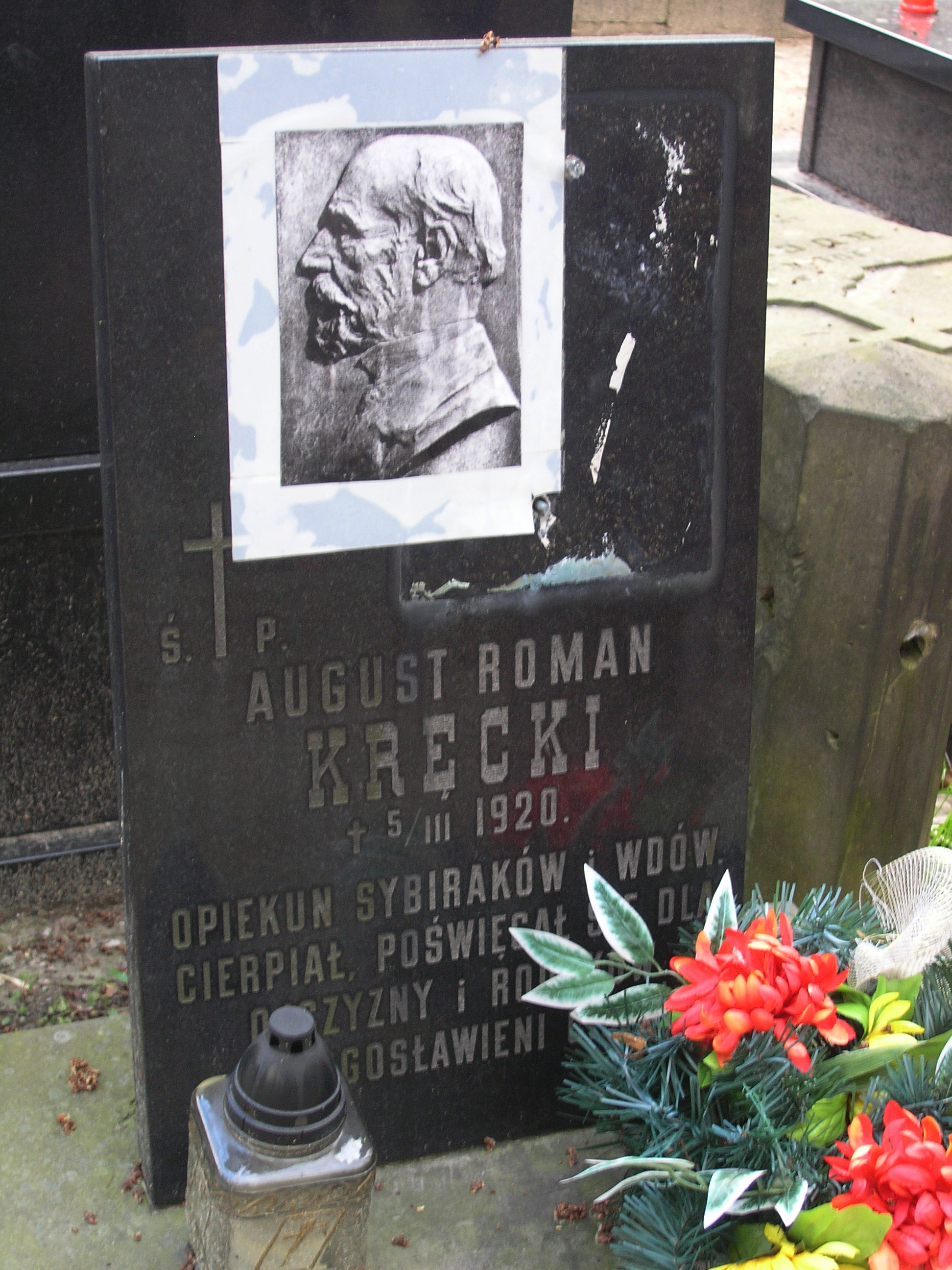
Grób Augusta Romana Kręckiego Starych Powązkach w Warszawie (stan na kwiecień 2012)

August Roman Kręcki (ur. 3 sierpnia 1843 w Nieszawie, zm. 5 marca 1920 w Warszawie) – pracownik Ekspozytury Rządu Narodowego w czasie powstania styczniowego w latach 1863–1864.
Do powstania przystąpił w marcu 1863, wstąpił do oddziału Teodora Cieszkowskiego jako podoficer kosynierów. Ranny w czasie potyczki pod Radoszewicami 27 marca. Wyjechał do Warszawy. Od 11 października 1863 pełnił do chwili nominacji Romana Żulińskiego funkcję naczelnika Ekspozytury Rządu Narodowego.
Aresztowany 1 kwietnia 1864, po kilkumiesięcznych badaniach złożył zeznania wymuszone przez Tymczasową Komisją Śledczą. Sąd Wojenny Polowy skazał go na pozbawienie praw stanu i 15 lat katorgi. Audytoriat Polowy postawił wniosek o ukaranie Kręckeigo śmiercią, jednak namiestnik gen. Fiodor Berg skazał go na pozbawienie praw i 10 lat zamknięcia w twierdzy na Syberii. Pracował w kopalni soli w Usolu. Po odbyciu kary zamieszkał w Irkucku, a później w Jekaterynosławiu. W 1883 powrócił do Warszawy. Od 1900 prowadził kasę pomocy sybirakom, od 1916 był członkiem Stowarzyszenia Wzajemnej Pomocy Uczestników Powstania  1863/64. Był członkiem Schronienia dla Weteranów i Inwalidów Polskich oraz Towarzystwa Weteranów 1863.
Prowadził prace badawcze nad powstaniem styczniowym. Zgromadził obfite materiały badawcze, m.in. ok. 10 000 fotografii uczestników powstania styczniowego. Był autorem pracy Zbiór materiałów do historii powstania styczniowego 1863-1864-go roku (1916).
Pochowany na cmentarzu Powązkowskim w Warszawie (kwatera 47-4-1).